# Aeroporto di Ribeirão Preto
L'aeroporto di Ribeirão Preto-Dottor Leite Lopes (in portoghese Aeroporto Estadual de Ribeirão Preto - Doutor Leite Lopes) è un aeroporto brasiliano che serve la città di Ribeirão Preto, nello stato di San Paolo.

## Storia
L'aeroporto statale è stato inaugurato il 2 aprile 1939 e l'anno successivo la pista è stata allungata per la prima volta.
Nel 1996 l'intero complesso aeroportuale è stato sottoposto a un'importante ristrutturazione, durante la quale la pista e l'annessa via di rullaggio sono state allungate da 1.800 m a 2.100 m ed è stato costruito un nuovo piazzale più grande.
Nel 2006 la larghezza della pista è stata aumentata a 45 m e infine nel luglio 2010 è stata completata la ristrutturazione e l'ampliamento dell'edificio del terminal.
Il 15 luglio 2021 la concessione dell'aeroporto è stata assegnata all'asta a Rede Voa con il nome di Consórcio Voa NW e Voa SE.